# Lizzo
Melissa Vivianne Jefferson, més coneguda com a Lizzo (Detroit, Michigan, 27 d'abril de 1988), és una cantant, compositora, rapera, actriu i presentadora estatunidenca. Va fundar els grups de underground hip hop. Dedicada a la música des del 2010, primer amb els grups de rap The Chalice, Grrrl Prty, The Clerb, Ellypseas i Absynthe; i després debutant en solitari amb Lizzobangers (2013). Va continuar amb Big grrrl small world (2015) i Cuz I love you (2019), que inclou Juice que es presentava amb una portada on apareixia completament despullada.
El seu primer àlbum Lizzobangers va ser llançat el 2013 i, el 2015, va llançar el seu segon àlbum d'estudi, Big Grrrl Small World. Després va signar un contracte musical amb Atlantic Records. El 2016, va llençar el seu extended play (EP) principal, Coconut Oil. El 2019, va llançar el seu tercer àlbum d'estudi Cuz I Love You,. Lizzo va fer la seva estrena en els cinemes doblant el personatge de Lydia, de l'animació UglyDolls, i va interpretar la stripper Liz a Hustlers, totes dues pel·lícules estrenades el 2019.

## Biografia
Nascuda a Detroit, Michigan, amb deu anys, es va traslladar a Houston, Texas. Als 14 anys, va formar el seu primer grup musical anomenat Cornrow Clic amb els seus amics, centrat en els instruments, com la flauta. En aquell moment, va adquirir el cognom "Lizzo", una variant de "Lissa", i inspirada en la cançó "Izzo (H.O.V.A.)", del rapper Jay-Z.

## Discografia
- Lizzobangers (2013)
- Big Grrrl Small World (2015)
- Cuz I Love You (2019)
- Special (2022)